# Boadilla del Monte
Boadilla del Monte è un comune spagnolo di 52.626 (2018) abitanti situato nella zona ovest dell'area metropolitana di Madrid. Appartiene alla comunità autonoma di Madrid.
Il 1º settembre 1936, sequestrata la casa dell'Istituto di San Giuseppe di Carabanchel Alto (Madrid), mentre i confratelli stavano distribuendo i pasti agli ammalati, giunse l'ordine di arrestarli. Poco ore dopo, lo stesso pomeriggio, vennero fucilati a Boadilla del Monte. Erano 12, compresi tra i 23 e i 67 anni.